# Cueta minervae
Cueta minervae is een insect uit de familie van de mierenleeuwen (Myrmeleontidae), die tot de orde netvleugeligen (Neuroptera) behoort. 
Cueta minervae is voor het eerst wetenschappelijk beschreven door Hölzel in 1972.